# Ivanivka, Tokmak
Ivanivka (în ucraineană Іванівка) este un sat în comuna Ostrîkivka din raionul Tokmak, regiunea Zaporijjea, Ucraina.

## Demografie
Componența lingvistică a localității Ivanivka
     Ucraineană (93,45%)
     Rusă (6,55%)
Conform recensământului din 2001, majoritatea populației localității Ivanivka era vorbitoare de ucraineană (93,45%), existând în minoritate și vorbitori de rusă (6,55%).